# Шокшинское общество
Шо́кшинское общество — сельское общество в составе Шелтозерско-бережной волости Петрозаводского уезда Олонецкой губернии

## Состав
Согласно «Списку населённых мест Олонецкой губернии по сведениям за 1905 год» общество состояло из следующих населённых пунктов:
| № | Населённый пункт                           | Расстояние до волостного правления в верстах | Всего жителей (1873) | Всего жителей (1905) |
| - | ------------------------------------------ | -------------------------------------------- | -------------------- | -------------------- |
| 1 | Васильевская                               | 21                                           | 255                  | 366                  |
| 2 | Средь-волость (Середь волости)             | 22                                           | 199                  | 283                  |
| 3 | Сюрьга (Артемовская)                       | 23                                           | 124                  | 168                  |
| 4 | Вангимова сельга                           | 14                                           | 83                   | 116                  |
| 5 | Крюкова сельга (пос. Гимбойла и Охровская) | 12                                           | 78                   | 43                   |
| 6 | Габшема                                    | 11                                           | 7                    | 73                   |
| 7 | Яшозеро (Яшезеро)                          | 39                                           | 35                   | 51                   |
| 8 | Ржаное озеро                               | 33                                           | 36                   | 43                   |
| 9 | Гузозеро или Газозеро                      | 30                                           | 7                    | 11                   |

В настоящее время территория общества относится в основном к Прионежскому району Республики Карелия.